# Episodi di R.I.S. Roma - Delitti imperfetti (prima stagione)

Logo della prima stagione

La prima stagione della serie televisiva R.I.S. Roma - Delitti imperfetti è stata trasmessa in prima visione in Italia da Canale 5 dal 18 marzo al 6 maggio 2010. 
| nº | Titolo                        | Prima TV Italia |
| -- | ----------------------------- | --------------- |
| 1  | S.P.Q.R.                      | 18 marzo 2010   |
| 2  | L'angelo della morte          | 18 marzo 2010   |
| 3  | Lettera d'addio               | 25 marzo 2010   |
| 4  | Il mistero della tomba dorata | 25 marzo 2010   |
| 5  | Occhio non vede               | 1º aprile 2010  |
| 6  | Fine della corsa              | 1º aprile 2010  |
| 7  | La vendicatrice               | 5 aprile 2010   |
| 8  | Chi ha ucciso Babbo Natale?   | 5 aprile 2010   |
| 9  | I primi e gli ultimi          | 8 aprile 2010   |
| 10 | Delitto di donna velata       | 8 aprile 2010   |
| 11 | Primo sangue                  | 15 aprile 2010  |
| 12 | Una famiglia riunita          | 15 aprile 2010  |
| 13 | Effetto Lucifero              | 21 aprile 2010  |
| 14 | Il passato ritorna            | 21 aprile 2010  |
| 15 | L'uomo a pezzi                | 22 aprile 2010  |
| 16 | Fuoco dal cielo               | 22 aprile 2010  |
| 17 | Il giorno del processo        | 29 aprile 2010  |
| 18 | Hacker e cracker              | 29 aprile 2010  |
| 19 | Miracoli                      | 6 maggio 2010   |
| 20 | Finale di partita             | 6 maggio 2010   |

## S.P.Q.R.
- Diretto da: Fabio Tagliavia
- Scritto da: Mauro Casiraghi, Massimo Martella, Luca Monesi

### Trama
Il tenente Daniele Ghirelli, dopo lo scioglimento del gruppo comandato dal capitano Venturi al RIS di Parma, viene trasferito al RIS di Roma dove ritrova il tenente Flavia Ayroldi e una nuova squadra, comandata dal capitano Lucia Brancato. A Parma invece il gruppo si è sciolto: Venturi è diventato maggiore passando a incarichi direttivi e si è sposato con la dottoressa Morandi mentre De Biase si è messo in aspettativa per seguire come promoter la sua compagna Stella.
Agostino Sani, titolare di una fabbrica in cui anni prima un incidente aveva provocato la morte di alcuni operai e il ferimento di altri, muore nell'esplosione della propria auto. Alcune morti apparentemente per causa naturale in un ospedale romano attirano i sospetti degli investigatori.
- Altri interpreti: Diana Collepiccolo (Rita Persiani), Mimmo Esposito (Michele Aglietti), Enrico Roccaforte (Mauro Borin), Silvia Ajelli (Donatella Borin), Alessia Olivetti (segretaria avvocato Maggi), Orazio Stracuzzi (Filippo Morosino).
- Ascolti Italia: telespettatori 4.401.000 - share 17,93% [1]

## L'angelo della morte
- Diretto da: Fabio Tagliavia
- Scritto da: Francesco Balletta

### Trama
Ambra Salvadori, seconda moglie di un noto editore, il suo amante Fabrizio Renzetti vengono uccisi a colpi di pistola. 
La scoperta di una nuova morte sospetta in ospedale, quella di Marina Canessa, che sembra essere dovuta all'iniezione di un cocktail di farmaci come nelle esecuzioni capitali negli U.S.A. porta gli investigatori a supporre la presenza di un angelo della morte e a infiltrare il tenente Bartolomeo Dossena come infermiere.
Nel frattempo Lucia Brancato ha a che fare con Achille Vasto, un maresciallo sospeso per omicidio che una sera irrompe a casa sua minacciandola. 
- Altri interpreti: Marco Morellini (Salvadori), Daniele Antonini (Fabrizio Renzetti), Vincenzo Tanassi (Salvo Petraroli), Flaminia Bonciani (Ambra Salvadori), Alessia Olivetti, Silvia Tarantini (Carmen Galeani).
- Ascolti Italia: telespettatori 4.401.000 - share 17,93% [1]

## Lettera d'addio
- Diretto da: Fabio Tagliavia
- Scritto da: Paolo Marchesini

### Trama
Il tenente Dossena continua la sua opera di infiltrato al Policlinico; i suoi sospetti si concentrano su un'infermiera sorpresa a trafugare farmaci, Carmen Galeani, e intanto sembra avere un debole per un'altra infermiera, Milena Spano. La Galeani viene fermata dal capitano Brancato ma non è lei l’assassina. Successivamente viene trovato morto in ospedale un ragazzo che aveva fatto un incidente in moto. 
La squadra dei RIS intanto deve investigare sul caso di Gianna Fiorentini, una sedicenne ritrovata impiccata in un garage dalle due amiche del cuore. Apparentemente un suicidio, ma nulla nella vita della ragazza sembra giustificare il gesto.
- Altri interpreti: Carmen Giardina (madre di Gianna), Lorenzo Renzi (Loris), Claudio Alfonsi (dottore), Fulvio Falzarano (Gerardo Altomonte), Silvia Quarantini (Carmen Galeani), Beatrice Valente (Susy).
- Ascolti Italia: telespettatori 4.444.000 - share 15,67% [2]

## Il mistero della tomba dorata
- Diretto da: Fabio Tagliavia
- Scritto da: Mariangela Barbanente e Antonio Cecchi

### Trama
Il tenente Ayroldi e il sottotenente Emiliano Cecchi indagano su un traffico di reperti archeologici dopo che tracce di sangue sono state trovate su vasi romani esposti in un museo. 
Intanto l'angelo della morte colpisce ancora e Dossena approfittando dei favori dell'infermiera Milena riesce a impossessarsi di alcuni file che riguardano il personale del Policlinico. Grazie a un sistema di monitoraggio a circuito chiuso viene sventato un nuovo omicidio e l'angelo della morte, fuggendo, lascia dietro di sé una traccia di DNA maschile.
- Altri interpreti: Claudio Masin (Verdani), Piero Nicosia (Giuseppe Aiello), Vincenzo Tanassi (Salvo Petraroli), Francesco Castaldi (Alessio Garetti), Domenico Bua (direttore del museo), Sandro De Luca (Enzo Battista), Luigi Grilli (paziente).
- Ascolti Italia: telespettatori 3.868.000 - share 16,50% [2]

## Occhio non vede
- Diretto da: Fabio Tagliavia
- Scritto da: Vinicio Canton

### Trama
Ayroldi e Cecchi indagano sulla scomparsa di un ragazzino di borgata, Davide, che ha casualmente assistito ad un omicidio commesso da due criminali, Luca Ganci e Vito Capasso; ritrovarlo diventa una corsa contro il tempo. 
Al Policlinico intanto l'angelo della morte sembra aver colpito ancora, ma la squadra scopre che a uccidere è stato qualcuno che ha simulato il modus operandi del serial killer per uccidere una sua ex. Le indagini successive portano alla scoperta del covo nascosto del vero angelo della morte e a una conclusione che mette a dura prova il tenente Dossena.
- Altri interpreti: Alessandro Bardani (Luca Ganci), Carola Fiorini (madre di Davide), Carlotta Lo Greco (moglie di Guido Brancato), Lorenzo Renzi (Loris), Vincenzo Tanassi, Francesco Castaldi (Alessio Garetti), Clarissa Cecchi (Simona), Piero Maggio (Vito Capasso), Dante Palladino (Damiano Funari), Daniele Rienzo (Davide).
- Ascolti Italia: telespettatori 4.227.000 - share 16,44% [3]

## Fine della corsa
- Diretto da: Fabio Tagliavia
- Scritto da: Paolo Marchesini

### Trama
Il capitano Lucia Brancato e la sua squadra stanno ancora indagando sull'identità dell'angelo della morte. La sospettata principale è l'infermiera Milena Spano, che nel frattempo ha intrapreso una relazione con Dossena. Quest'ultimo è fortemente turbato dal fatto che i suoi colleghi credano alla colpevolezza della donna. Lucia ribadisce però all'agente che si tratta solamente di un sospetto derivante dal ritrovamento di un indizio nell'armadietto dell'infermiera (delle scarpe con tracce di bicarbonato di sodio). Nel frattempo Flavia, Milo e Sasso ricevono la segnalazione di scomparsa di un'atleta da parte del suo allenatore. Questi sostiene che la ragazza si stava preparando per una gara. Mentre Sasso setaccia con i cani l'intero bosco alla ricerca di qualche indizio, Flavia ed Emiliano cercano di seguire il percorso svolto dalla sportiva e rinvengono alcune impronte. Nel frattempo Ghiro cerca di rassicurare Dossena e chiede al collega di fargli avere le impronte di Milena per poterle confrontare con quelle in loro possesso. Il giorno dopo Dossena e Milena si dirigono al bar e il ragazzo raccoglie il bicchiere lasciato dall'infermiera. L'impronta presente sul vetro corrisponde ad una delle due trovate nei sotterranei del Policlinico. Con l'aiuto del Capitano Brancato, Flavia nota una tenda nel bosco. All'interno si trova un ragazzo che vi si è stabilito da un paio di mesi, il quale ammette di aver visto la ragazza correre in zona, ma non quella mattina. Mentre Cecchi trova un capello biondo sul giaciglio presente nella tenda, al R.I.S. vengono repertate le modalità di corsa e i battiti cardiaci della ragazza. A Flavia e Milo sembra strano che in un'ora l'atleta abbia percorso solamente tre chilometri. Inoltre i due scoprono che la ragazza si è fermata nello stesso punto per circa mezzora. Lucia decide di tenere nascosti i sospetti su Milena Spano, confermando alla stampa che l'angelo della morte era colui che ha ucciso l'infermiera. Questa scelta, però, fa in modo che la Territoriale non si concentri più sulla caccia all'angelo della morte, e che le telecamere del Policlinico vengano rimosse. Dossena si accorge che in quel momento il Policlinico è deserto e Milena potrebbe colpire. Mentre Ghiro e Dossena si dirigono all'ospedale, Lucia ipotizza che la prossima vittima possa essere Liliana "Lili" Paravidino, alla quale Milena deve somministrare un trattamento per guarirla definitivamente da una malattia alla pelle. Intanto, gli agenti scoprono che l'atleta si è fermata proprio dal ragazzo della tenda, il quale confessa anche di aver avuto un rapporto sessuale con lei. Inoltre la ragazza lo aveva avvisato che sarebbe partita, e quindi non si aspettava di incontrarla nella tenda quella mattina. Gli agenti però non pensano che sia stato lui a ucciderla, perché non ha un fisico tale da poterla sopraffare. In un punto del tragitto, le impronte della ragazza scomparsa sono sparite: sono quelle del suo allenatore, che ammette di aver avuto una storia con Ludovica; tuttavia egli ultimamente non aveva bei rapporti con la ragazza, che era riuscita a scappare dallo stesso allenatore, tornato quindi indietro. Flavia ha l'idea, a cui aveva già pensato precedentemente Cecchi, di controllare le telecamere funzionanti solamente di notte dell'Università contro i cacciatori: qualcosa potrebbe vedersi, siccome era mattino presto. Le telecamere riprendono quello che sembra essere un cucciolo di capriolo cadere, rimanere intrappolato. Milo realizza, così, che l'animale è proprio Loredana, in quanto poco dopo arriva un uomo che la porta via. Flavia nota che mancano i colori, cioè la consistenza, alla gamba sinistra dell'uomo, che perciò è zoppo: l'unico che può essere stato è, perciò, il giardiniere, che, vedendo i Carabinieri a casa sua, li ha inviati dall'altra parte del bosco per poter sistemare quella dell'attentato. Dopo qualche ripensamento, ammette di aver trasportato Loredana in una grotta. Riusciranno i R.I.S. a salvarla? Intanto, Milena sta entrando nella stanza di Lili con una siringa, proprio mentre Daniele e Ghiro entrano nel Policlinico. Si sente un grido e, contrariamente a quanto credevamo, quando Bart entra nella stanza, rimane distrutto dalla cosa che gli rimane davanti al volto: Milena morta dissanguata, con la siringa accanto, e con Lili che piange terrorizzata per quello che ha fatto, anche se per legittima difesa. Intanto, tornato al R.I.S. (dove tutti tentano di consolare Bart), Daniele cerca l'ultimo indizio, che per sembra sviare l'ipotesi dei R.I.S.: infatti, l'altezza dei due corpi di Milena  e Lili non è corrisposto in modo che potesse succedere quel che Lili sostiene. Intanto, all'autopsia di Milena, Carnacina dice a Lucia che la forbice che Liliana dice di aver utilizzato per autodifesa, è stata infilata dall'alto verso il basto, perciò volontariamente. D'un tratto, Lucia e Ghiro capiscono: il vero Angelo della Morte è Lili, che in quel momento si trova assieme a Guido e Costanza a casa sua! Lucia avverte immediatamente il fratello, che, nel tentativo di rispondere, dà le spalle a Lili, che lo colpisce. Costanza, andata in bagno, nota Guido per terra e non vede Lili e, senza avere il tempo di pensare, viene aggredita dall'Angelo, mentre Lucia capisce la situazione e si sta dirigendo lì. Inizialmente Costanza resiste, ma poi viene atterrita. Lili scappa, e, mentre Costanza non si fa niente, Guido va in coma farmacologico, e Lucia dà il comando delle indagini a Flavia. Infine, Flavia ed Emiliano riescono a salvare in extremis Loredana e, successivamente, assieme a Sasso, fanno intendere il loro più grande disprezzo per il giardiniere, che viene arrestato.
- Altri interpreti: Saverio Deodato (Corrado Vinci), Jennifer Poli (Loredana Millesi), Corrado Scalia (giardiniere Santi), Francesco Castaldi (Alessio Garetti), Carlotta Lo Greco (moglie di Guido Brancato).
- Ascolti Italia: telespettatori 3.999.000 - share 17,58% [3]

## La vendicatrice
- Diretto da: Fabio Tagliavia
- Scritto da: Luca Monesi

### Trama
Mentre il fratello Guido è ancora in coma, Lucia Brancato si convince che Lili Paravidino, l'angelo della morte, è mossa da un desiderio di vendetta personale: ha ucciso Milena ritenendo l'infermiera responsabile della morte del padre, e tutte le vittime precedenti erano solo un tentativo per confondere le acque e nascondere il suo movente personale. Inoltre il ritrovamento di alcuni manichini e abiti teatrali nel garage di Lili convincono il capitano che quest'ultima non ha finito di colpire. Il generale Abrami tuttavia toglie al RIS l'indagine ritenendo che ormai solo la territoriale debba dare la caccia alla fuggitiva. Intanto gli uomini del RIS indagano su un cadavere bruciato in una campagna e scoprono che la vittima era il complice di un feroce malvivente, ucciso da quest'ultimo per non dividere il bottino di una rapina. Nel tentativo di fuga Giancarlo Aversa porta con sé la figlia minorenne Rosanna e la convince a coprirgli le spalle ma il piano fallirà.
- Altri interpreti: Giordano De Plano (Giancarlo Aversa), Carlotta Lo Greco (moglie di Guido Brancato), Carlo Sabatini (Gigi Basile), Rosario Coppolino (tutor casa famiglia), Luigi Ortiero (padrone di casa di Aversa).
- Ascolti Italia: telespettatori 3.921.000 - share 16,06% [4]

## Chi ha ucciso Babbo Natale?
- Diretto da: Fabio Tagliavia
- Scritto da: Francesco Balletta

### Trama
Un cadavere travestito da Babbo Natale viene ritrovato sulla spiaggia di un hotel. La vittima, tale Sormonti, partecipava a una convention e sulle prime dell'omicidio viene sospettato un trans che la vittima stessa aveva contattato; ma le indagini portano alla luce una vecchia storia di pedofilia di cui il fratello di una cameriera dell'hotel era stato vittima. 
Intanto il RIS scopre che l'omicidio di un tassista è collegato alla vicenda di Lili Paravidino: il proiettile con cui è stato ucciso è stato sparato dalla stessa pistola che la vendicatrice ha usato contro i manichini trovati nel suo garage. Lili, dopo aver prelevato del sangue alla vittima e poi avergli sparato al cuore, gli ha rubato una foto. Gli uomini del RIS ne trovano il negativo e scoprono che ritraeva, oltre allo stesso tassista, altri tre sconosciuti. Uno dei quali è già stato ritrovato da Lili, e sta per essere ucciso.
- Altri interpreti: Gloria Bellicchi (Alessia), Vera Dragone (cameriera albergo), Alessandro Gruttadauria (concierge), Marco Renna, Monica Wallemberg (trans), Gianni Franco (Sormonti), Georgia Lepore (Annalisa).
- Ascolti Italia: telespettatori 3.877.000 - share 17,41% [4]

## I primi e gli ultimi
- Diretto da: Fabio Tagliavia
- Scritto da: Andrea Nobile

### Trama
Viene trovata una seconda vittima di Lili Paravidino e risulta uno degli uomini della foto che i RIS hanno identificato. Purtroppo, indagando fra le conoscenze delle vittime non si riescono a identificare gli ultimi due uomini della foto, che chiaramente sono le prossime vittime della Vendicatrice.
La Moro analizzando le cartelle cliniche del padre di Lili, scopre che l'uomo non è il suo padre biologico, quindi, sapendo che la madre di Lili conosceva tutti gli uomini della foto, ne deduce che la Vendicatrice ha scoperto di essere figlia di uno dei quattro uomini della foto, e di conseguenza fa a tutti un esame del sangue, per poi ucciderli. Lili ha scovato la sua terza vittima, Manuel Serino, che però risulta essere il figlio del suo ipotetico padre Placido, perché egli è morto tempo addietro. 
Nel frattempo Ghiro, Bart e Flavia si occupano di un caso di incendio doloso in un capannone in una segheria che ha causato la morte di un barbone, Eugenio Crescentini, che aveva trovato riparo per la notte in quel luogo. Il primo sospettato è un ex dipendente, Pasquale Burgia, che però anch'egli viene ucciso dal vero assassino, il capocantiere Bellucci.
- Altri interpreti: Mariella Valentini (Greta Marocchi), Gloria Bellicchi (Alessia), Matteo Fiocco (Manuel Serino), Salvo Genovesi (Pasquale Burgia), Aglaia Mora (Nunzia Burgia), Dino Spinella (Bellucci).
- Ascolti Italia: telespettatori 5.011.000 - share 17,73% [5]

## Delitto di donna velata
- Diretto da: Fabio Tagliavia
- Scritto da: Paolo Marchesini

### Trama
I RIS indagano sull'omicidio di un parrucchiere marocchino, Hussin,  ragazzo avvenente e amante di molte sue clienti, ucciso da una donna velata. Tuttavia, dopo una serie di indagini, i RIS scoprono che il colpo definitivo è stato dato dal proprietario di un negozio vicino. 
Lili scova la sua quarta vittima ovvero il suo padre biologico Luigi Bonfanti. Mentre il capitano Brancato, Ghirelli e Dossena vanno a ispezionare il box dove si rifugiava la Paravidino, Cecchi, lavorando sul navigatore satellitare trovato nella macchina di quest'ultima, scopre dove la serial killer è diretta. Cerca quindi di mettersi in contatto con Lucia, ma proprio in quel momento il capitano riceve una telefonata dall'ospedale, scoprendo che il fratello Guido si è risvegliato dal coma. Emiliano quindi, non riuscendo a mettersi in contatto con lei, decide di recarsi da solo sul posto. Lì vede Lili puntare una pistola contro Bonfanti e costringerlo a salire sul proprio furgoncino, per poi seguirlo. Cecchi, preso dall'impulso, per non lasciarseli scappare si aggrappa al retro del furgone in partenza, ma nell'atto gli cade il cellulare per terra.
- Altri interpreti: Duccio Giordano (Antonio Bonini), Gloria Bellicchi (Alessia), Raffaella Iliceto (Stefania Toscano), Anna Terio (Nadia Cervi), Vitaliano Trevisan (Luigi Bonfanti), Mohamed Zouaoui (Hussin), Pier Fabrizio Buonpastore (Tiziano Palmieri), Alessandro Coccoli (Franco Terzoli), Mimmo Valente (negoziante).
- Ascolti Italia: telespettatori 4.664.000 - share 19,39% [5]

## Primo sangue
- Diretto da: Fabio Tagliavia
- Scritto da: Paolo Marchesini

### Trama
Cecchi, al seguito di Lili Paravidino e di suo padre, giunge fino a un casolare in campagna, dove da una finestra vede la ragazza iniettare un narcotico nel braccio dell'uomo. Intanto al RIS proseguono le analisi sugli oggetti trovati nel magazzino di Lili. I sospetti sulla sparizione di Emiliano iniziano quando, dopo una riunione alla quale non ha partecipato, Giada, la moglie del sottotenente Cecchi, si presenta nell'ufficio di Lucia, chiedendo notizie del marito e affermando di non aver avuto più sue notizie dal giorno prima. Costanza e Lucia, quindi, analizzano nuovamente il navigatore satellitare della Paravidino, scoprendo dov'era diretta la ragazza. Mentre la Brancato e Moro, con l'aiuto della territoriale, si dedicano alla ricerca del sottotenente, Ghiro e Bart indagano sul caso della morte di Pierangelo Alberto, ritrovato vestito da spadaccino medievale nella sua Ford Focus. Arrivata sul posto, Lucia trova il cellulare di Cecchi e, per strada, una delle bambole del padre di Lili, indizio lasciato cadere da Milo per indicare loro la strada e la presenza della ragazza sul furgone. Il sottotenente intanto, approfittando dell'assenza della Paravidino, entra nella casa e riesce a liberare l'uomo, trascinandolo fuori, venendo però raggiunto poco dopo dalla ragazza, grazie alle impronte lasciate dai due sul terreno. Lili lo prende quindi in ostaggio. Al RIS interrogano la madre della ragazza per scoprire dove si trova il rifugio visibile in una vecchia foto di Lili, la donna però nega di conoscerne la posizione, decidendo di stare dalla parte della figlia fino alla fine. Nel casolare, Lili prepara una trappola esplosiva per chiunque provi a entrare. Irritata dalle frasi di Milo, decide poi di ucciderlo; lo libera e lo porta, quindi, verso il lago. Intanto, Dossena e Ghirelli interrogano la figlia del fondatore dell'associazione, sospettandola come colpevole dell'omicidio del campione. Daniele è convinto della sua colpevolezza, mentre Bart, sospettoso, decide di recarsi nuovamente alla sede degli allenamenti, per un'ulteriore indagine. Lì, viene sorpreso alle spalle da un novellino, il quale avrebbe dovuto sfidare il giorno stesso il campione in un "duello al primo sangue" per poter essere ammesso nel circolo. L'uomo confessa di averlo ucciso per vendicarsi di tutti i torti subiti, per colpa dell'altro, durante l'adolescenza; tenta quindi di uccidere anche Bart, che però viene salvato grazie all'intervento di Ghirelli. Intanto, al RIS arrivano sempre più vicini allo scoprire dove si trovano la ragazza, il padre e il collega, grazie soprattutto all'analisi di Flavia su un frammento di pelle di serpente rinvenuto tra le cose della Paravidino e a un'intuizione di Lucia riguardante la foto di Lili. Quest'ultima, nel frattempo, fa salire Milo su una barca e, una volta giunti al largo, tenta di sparargli, ma il sottotenente riesce in quel momento a liberare le mani e a buttarsi in acqua, venendo comunque colpito dalla serial killer.
- Altri interpreti: Claudia Potenza (Annalisa Ruggeri), Bruno Bilotta (Pierangelo Alberti), Mariella Valentini (Greta Marocchi), Massimo Cimaglia (spadaccino), Maurizio Puglisi (Franco Ruggeri), Vitaliano Trevisan (Luigi Bonfanti), Luca Di Molfetta (spadaccino).
- Ascolti Italia: telespettatori 4.405.000 - share 16,86% [6]

## Una famiglia riunita
- Diretto da: Fabio Tagliavia
- Scritto da: Paolo Marchesini

### Trama
Lily ha lasciato il casale e
Cecchi riferisce alla Brancato che la ragazza è in contatto con la madre con un altro telefono. I RIS riescono a tracciare questo telefono e si precipitano alla rimessa dove Lily intima la madre di uccidere Bonfantin per vendicarsi: parte un conflitto a fuoco e Greta Marocchi viene colpita a morte dalla figlia.
In parallelo la squadra indaga sulla morte di una ragazza nomade di nome Mita.
- Altri interpreti: Mariella Valentini (Greta Marocchi), Claudio Chico (nonno di Mita), Gloria Bellicchi (Alessia), Neva Leoni (sorella di Mita), Vitaliano Trevisan (Luigi Bonfanti), Amin Nour (Abib).
- Ascolti Italia: telespettatori 4.577.000 - share 18,19% [6]

## Effetto Lucifero
- Diretto da: Fabio Tagliavia
- Scritto da: Mariangela Barbanente e Catherine McGilvray

### Trama
Un mese dopo. Lily Paradivino ha fatto perdere le proprie tracce e fa recapitare una lettera con dei proiettili alla Brancato. La squadra del RIS intanto indaga sulla morte dell’impiegato Walter Sereni e sull’aggressione a una coppia di scambisti.
- Altri interpreti: Fortunato Cerlino (Ceccarelli), Max Amato (Valente), Gloria Bellicchi (Alessia), Duccio Giordano (Antonio Bonini), Evita Ciri (moglie di Sereni), Alberta Viti (Gaia), Carlo Sabatini (Gigi Basile), Marcello Arinone (Loris Macchi), Giovanni Cirfiera (Matteo Riccitelli), Ornella Giusto (Adele Ricciardi).
- Ascolti Italia: telespettatori 4.269.000 - share 15,19% [7]

## Il passato ritorna
- Diretto da: Fabio Tagliavia
- Scritto da: Ugo Mazzotta

### Trama
Per risolvere un caso vecchio di anni Lucia Brancato chiede aiuto al maresciallo De Carolis, collega in congedo. Flavia, Daniele e Costanza invece si occupano di trovare gli aggressori di Marcella, la compagna della Ayroldi, e si scopre che si è trattato di una ritorsione per colpire Antonio Bonini, il suo ex fidanzato.
Bartolomeo scopre che a spedire la lettera minatoria alla Brancato è stata Alessia, la schermitrice che frequenta, perché molto gelosa. 
Achille Vasto, maresciallo sospeso per omicidio, viene condannato in primo grado a 12 anni di reclusione ma è sparito da due mesi. Seguendo il suo avvocato Egidio Fossi, Lily riesce a trovarlo e a proporgli il suo piano.
- Altri interpreti: Duccio Camerini (maresciallo De Carolis), Gloria Bellicchi (Alessia), Duccio Giordano (Antonio Bonini), Alessandro Calabrò (figlio di De Carolis), Domenico Galasso (Adriano Tavelli), Giorgio Carosi (avvocato Egidio Vasto), Fabrizio Jovine (giudice Cesare Bramante).
- Ascolti Italia: telespettatori 3.800.000 - share 16,29% [7]

## L'uomo a pezzi
- Diretto da: Fabio Tagliavia
- Scritto da: Francesco Balletta

### Trama
Si indaga sulla scomparsa di Marcello Vitale e sul ritrovamento di fusti di rifiuti tossici e un cadavere senza testa in collina. Si scopre che Achille Vasto ha ucciso il suo avvocato Egidio Fossi. 
- Altri interpreti: Bruno Crucitti (Marcello Vitale), Salvatore Gioncardi (Giuliano Savelli), Pier Luigi Misasi (Franco Lo Giudice), Giorgia Trasselli (Carla Vitale), Giorgio Carosi (avvocato Fossi), Valentina Gaia (sorella di Franco Lo Giudice).
- Ascolti Italia: telespettatori 4.483.000 - share 16,21% [8]

## Fuoco dal cielo
- Diretto da: Fabio Tagliavia
- Scritto da: Francesco Balletta

### Trama
Fuori dal Palazzo dei Congressi dell'EUR, dove sta per iniziare un convegno, Lucia Brancato sta parlando con il giudice Bramante quando questo viene ucciso da un cecchino che si scopre essere Achille Vasto: l'ormai ex maresciallo si è voluto vendicare per la condanna che gli ha inflitto da poco il magistrato. Dal pc dell'avvocato Fossi, Ghirelli scopre che Vasto si è alleato con Lili Paradivino: i due hanno a che fare anche con una rapina avvenuta in un'armeria e con la morte del trafficante d'armi Marcello Vitale. I RIS fermano Alfredo Coppito, un falsario, che indica il covo di Vasto; qui trovano solo delle tracce di sangue e una grande foto di Lucia Brancato.
Nel frattempo i RIS indagano sulla morte di Piero Donatelli: inizialmente si pensa che sia stato ucciso da uno dei suoi dipendenti ma si scopre che era stato avvelenato dall'amministratrice delegato nonché sua amante Patrizia poiché aveva scoperto che la donna aveva falsificato i bilanci della società.
- Altri interpreti: Mario Cordova (Piero Donatelli), Fabrizio Jovine (giudice Cesare Bramante), Cristina Fondi (moglie di Donatelli), Roberta Garzia (Patrizia), Mauro Negri (Calcaterra), Ciro Scalera (Alfredo Coppito).
- Ascolti Italia: telespettatori 3.924.000 - share 16,70% [8]

## Il giorno del processo
- Diretto da: Fabio Tagliavia
- Scritto da: Andrea Nobile

### Trama
Ghirelli si prepara per andare al tribunale ordinario di Roma per testimoniare a un processo dove l'imputata è Monica Salvi accusata di aver ucciso Luca Croce. Costanza accompagna Ghirelli in tribunale ancora innamorata di lui. Finito di testimoniare, Vittorio Salvi, il marito dell'imputata, tira fuori una pistola e prende tutti in ostaggio. Ghirelli con prontezza d'animo si fa avanti e cerca di convincerlo a lasciare liberi gli ostaggi convincendolo che i suoi colleghi avrebbero riesaminato il caso. Costanza viene lasciata libera ma Ghirelli è costretto a rimanere lì. A un certo punto Monica Salvi sviene e il marito cerca di soccorrerla, Ghirelli da dietro cerca di bloccarlo ma Salvi si alza prima e gli punta la pistola in testa e vuole ucciderlo ma le risposte di Ghirelli lo fanno placare. Salvi dà un ultimatum: hanno solamente un'ora, dopo di che ucciderà gli ostaggi. Il caso viene risolto e infatti Monica Salvi viene assolta da ogni accusa e queste ultime vanno a un altro uomo presente in tribunale. Salvi si scaglia su di lui ma la moglie e Ghirelli lo convincono a non ucciderlo. Salvi dà la pistola a Ghirelli e riabbraccia la moglie prima di essere portato in carcere. Dopo quel fatto Ghirelli è sempre più convinto a lasciare i RIS e aprire una società con Stinco, il suo migliore amico.
- Altri interpreti: Veronica Bruni (madre di Angela), Santo Bellina (Vittorio Salvi), Alessandra Korompay (Monica Salvi), Giglia Marra (fiamma di Emiliano), Stefania Pietrafraccia (Angela), Alessandro Schiavo (Mauro Ferrante), Nicola Ciccariello (giudice), Nick Nicolosi (testimone).
- Ascolti Italia: telespettatori  4.709.000 - share 17,24% [9]

## Hacker e cracker
- Diretto da: Fabio Tagliavia
- Scritto da: Mariangela Barbanente e Antonio Cecchi

### Trama
Nella nuova villa al mare di Ghiro va a convivere il suo migliore amico Stinco, questo regala a Ghiro una Ducati Streetfighter, intanto nella mente di Ghiro si fa avanti sempre più l'idea di lasciare i RIS perché ricorda la giornata del processo quando stava per essere ucciso da Salvi. Anche le sollecitazioni di Stinco che lo convince ad andare a lavorare con lui sono sempre maggiori. 
Intanto al RIS il capitano Brancato osserva un video dove si vedono Vasto e Lili spostarsi insieme. Nel frattempo è stato ucciso un grande amico del tenente Sasso. I responsabili erano due fratelli di Firenze che tramite una truffa informatica erano riusciti a prelevargli tutti i soldi nella sua banca. Una volta arrestati, Ghiro scopre che il loro programma era simile a quello suo e di Stinco. Così torna a casa e litiga ferocemente con l’amico il quale viene costretto da Ghiro ad andarsene via. 
La puntata si conclude con un incubo di Ghiro: Lili Paravidino entra al RIS vestita da ufficiale dei carabinieri per non farsi riconoscere e si avvia nella stanza di Lucia. Ghiro la guarda in maniera strana perché ha capito che non era una cosa normale. Lili entra, estrae la pistola e la punta verso il capitano. Ghiro non fa in tempo ad arrivare e Lili spara quattro colpi uccidendo il capitano. Ghiro si sveglia di soprassalto.
- Guest: Cesara Buonamici (sé stessa).
- Altri interpreti: Vito Di Bella (Pietro Marchigiani), Lorenzo Renzi (Loris).
- Ascolti Italia: telespettatori 4.307.000 - share 18,86% [9]

## Miracoli
- Diretto da: Fabio Tagliavia
- Scritto da: Mauro Casiraghi

### Trama
Achille Vasto insieme a un complice rapina un portavalori. I RIS riescono a trovarli e Vasto nella fuga viene ferito dal capitano Brancato. L’ex maresciallo, stremato e lasciato solo da Lili, verrà arrestato nelle fogne. La donna con un finto sms è riuscita a far tornare a Roma Alex, l’uomo con cui si vedeva Lucia, spacciandosi per il capitano.
- Altri interpreti: Giglia Marra (fiamma di Emiliano), Dino Santoro (Matteo Sbregia), Diego Verdegiglio (Padre Lorenzo).
- Ascolti Italia: telespettatori 4.698.000 - share 16,71% [10]

## Finale di partita
- Diretto da: Fabio Tagliavia
- Scritto da: Paolo Marchesini e Massimo Martella

### Trama
Si avvicina la resa dei conti tra il capitano Brancato e la vendicativa Lili. Alex, fidanzato del capitano, viene ucciso da Lili, che lo aspetta a casa sua. Lucia arriva e trova il fidanzato in fin di vita, che poi le muore tra le braccia. Intanto Lili, fingendosi un pony express, ha rapito Rosanna, portandola in una casa dove poi attirerà anche il capitano Brancato. Lucia arriva e Lili la porta in una stanza blindata, all'interno della quale c'è sia Rosanna, sia una bomba. Il capitano riesce a disarmare Lili, e con l'aiuto di Dossena e Rosanna a disinnescare l'ordigno. Al commissariato la Brancato mostra a Lili che è stata lei a sparare e uccidere la madre, mostrandole i proiettili estratti dal cadavere, la criminale prima di essere portata via scoppia in un pianto disperato in quanto, la sua vendetta le è sfuggita di mano.
Alla fine Rosanna supera l'esame, ma alla festa organizzata in caserma dai colleghi di Lucia, quest'ultima va via subito, portando con sé il libro scritto da Alex sulla loro storia e un altro libro, sull'Arizona, California e Nevada.
- Altri interpreti: Claudio Spadaro (Gino Liberti), Carlo Sabatini (Gigi Basile).
- Ascolti Italia: telespettatori 4.276.000 - share 18,86% [10]